# Onitis ludekingi
Onitis ludekingi är en skalbaggsart som beskrevs av Lansberge 1875. Onitis ludekingi ingår i släktet Onitis och familjen bladhorningar. Inga underarter finns listade i Catalogue of Life.